# Chavanay
Chavanay ist eine französische Gemeinde mit 2.886 Einwohnern (Stand: 1. Januar 2022) im Département Loire in der Region Auvergne-Rhône-Alpes. Die Gemeinde gehört zum Arrondissement Saint-Étienne und ist Teil des Kantons Le Pilat. Die Einwohner werden Chavanois(es) genannt.

## Geografie
Chavanay liegt etwa 50 Kilometer südlich von Lyon an der Rhône. Umgeben wird Chavanay von den Nachbargemeinden Saint-Michel-sur-Rhône im Norden, Saint-Clair-du-Rhône im Nordosten, Saint-Alban-du-Rhône im Osten, Saint-Maurice-l’Exil im Südosten, Saint-Pierre-de-Bœuf im Süden, Malleval im Süden, Bessey im Süden und Südwesten, Jonzieux im Südwesten, Pélussin im Westen sowie Chuyer im Nordwesten.
Chavanay liegt im Regionalen Naturpark Pilat und im Weinbaugebiet Côtes du Rhône, in dem hier die Trauben für den Saint-Joseph-Wein angebaut werden. Chavanay befindet sich an einer Variante des Jakobsweges der von Genf kommenden Via Gebennensis.

## Geschichte
Am 3. Dezember 1990 kam es hier zu einem Eisenbahnunglück, als Waggons mit Chemikalien entgleisten und dann explodierten.

### Bevölkerungsentwicklung
| Jahr                       | 1962 | 1968 | 1975 | 1982 | 1990 | 1999 | 2006 | 2017 |
| -------------------------- | ---- | ---- | ---- | ---- | ---- | ---- | ---- | ---- |
| Einwohner                  | 1645 | 1710 | 1666 | 1857 | 2071 | 2288 | 2679 | 2885 |
| Quellen: Cassini und INSEE |      |      |      |      |      |      |      |      |

## Sehenswürdigkeiten
- Kapelle Le Calvaire, 1724 errichtet

## Gemeindepartnerschaft
Mit der deutschen Gemeinde Buchholz einem Stadtteil von Waldkirch in Baden-Württemberg besteht eine Partnerschaft.